# George Abram Miller
George Abram Miller (* 31. Juli 1863 in Lynnville, Pennsylvania; † 10. Februar 1951 in Urbana (Illinois)) war ein US-amerikanischer Mathematiker, der sich vor allem mit der Gruppentheorie beschäftigte.

## Leben und Werk
Miller stammte aus einer Landwirtsfamilie. Er studierte ab 1882 an der Franklin Academy und danach am Muehlenberg College in Allentown (Pennsylvania), wo er 1887 den Bachelor und 1890 den Master-Abschluss erlangte. Dabei musste er sich das Studium als Lehrer selbst finanzieren, da seine Familie zu arm war, was sein Studium verzögerte. Er leitete Schulen in Greeley in Kansas und war 1887/88 Mathematiklehrer am Eureka College in Illinois. Danach besuchte er in den Sommermonaten 1889 bzw. 1980 noch die Johns Hopkins University und die University of Michigan. 1892 promovierte er an der Cumberland University in Lebanon (Tennessee) (was mit Fernkursen und einer anschließenden Prüfung möglich war) und wurde danach Instructor an der University of Michigan, wo er sich bei Frank Nelson Cole für die Gruppentheorie zu interessieren begann. Zu seinen Doktoranden gehörten Beulah Armstrong, Josephine Elizabeth Burns Glasgow, Elizabeth Ruth Bennett, William Benjamin Fite.
Von 1895 bis 1897 war er in Europa bei Sophus Lie in Leipzig und Camille Jordan in Paris. Nach der Rückkehr 1897 wurde er Professor an der Cornell University. 1901 wurde er Professor an der Stanford University und 1906 an der University of Illinois at Urbana-Champaign, wo er bis zu seiner Emeritierung blieb.
In der Gruppentheorie befasste er sich unter anderem mit der Klassifikation endlicher Gruppen unter verschiedenen Nebenbedingungen, zum Beispiel der Ordnung der Gruppe oder der Anzahl der Generatoren. Er befasste sich auch mit Mathematikgeschichte.
1891 wurde er Mitglied der New York Mathematical Society, aus der die American Mathematical Society hervorging, deren Sektion in San Francisco er 1902 mitgründete. Er war Mitglied der DMV, der London Mathematical Society und Ehrenmitglied der Indian Mathematical Society. 1919 wurde er Mitglied der American Academy of Arts and Sciences und 1921 der National Academy of Sciences. 1909 bis 1915 gab er den American Mathematical Monthly heraus. 1921/22 war er Präsident der Mathematical Association of America.
Er war seit 1909 verheiratet. Die Ehe blieb kinderlos, und er vermachte sein beträchtliches, aus geschickter Geldanlage erworbenes Vermögen (1 Million US-Dollar) der University of Illinois.

## Schriften
- Collected Works, 5 Bände, University of Illinois 1935
- Determinants, Van Nostrand 1892
- Historical introduction to mathematical literature, New York, Macmillan 1916
- mit Hans Blichfeldt, Leonard Dickson Theory and application of finite groups, New York, Wiley 1916, Reprint Dover 1961